# Ізраїльсько-японські відносини
Ізра́їльсько-япо́нські відно́сини — двосторонні міжнародні відносини між Ізраїлем та Японією. Розпочались 15 травня 1952 року, коли Японія визнала існування Держави Ізраїль, а Ізраїль відкрив дипломатичну місію в Токіо. У 1954 році японський посол у Туреччині взяв на себе додаткову роль посла в Ізраїлі. Офіційне посольство Японії в Ізраїлі відкрилось у 1955 році в Тель-Авіві.
Тривалий час торгівельні відносини Японії переважали з арабськими країнами та Іраном, проте внаслідок падіння цін на нафту на початку 2015 року, а також політичних змін всередині самої Японії, нині обидві країни схильні до зближення відносин у галузі наукових дослідів, економіки та культури, особливо в галузях технологічних стартапів та оборони.

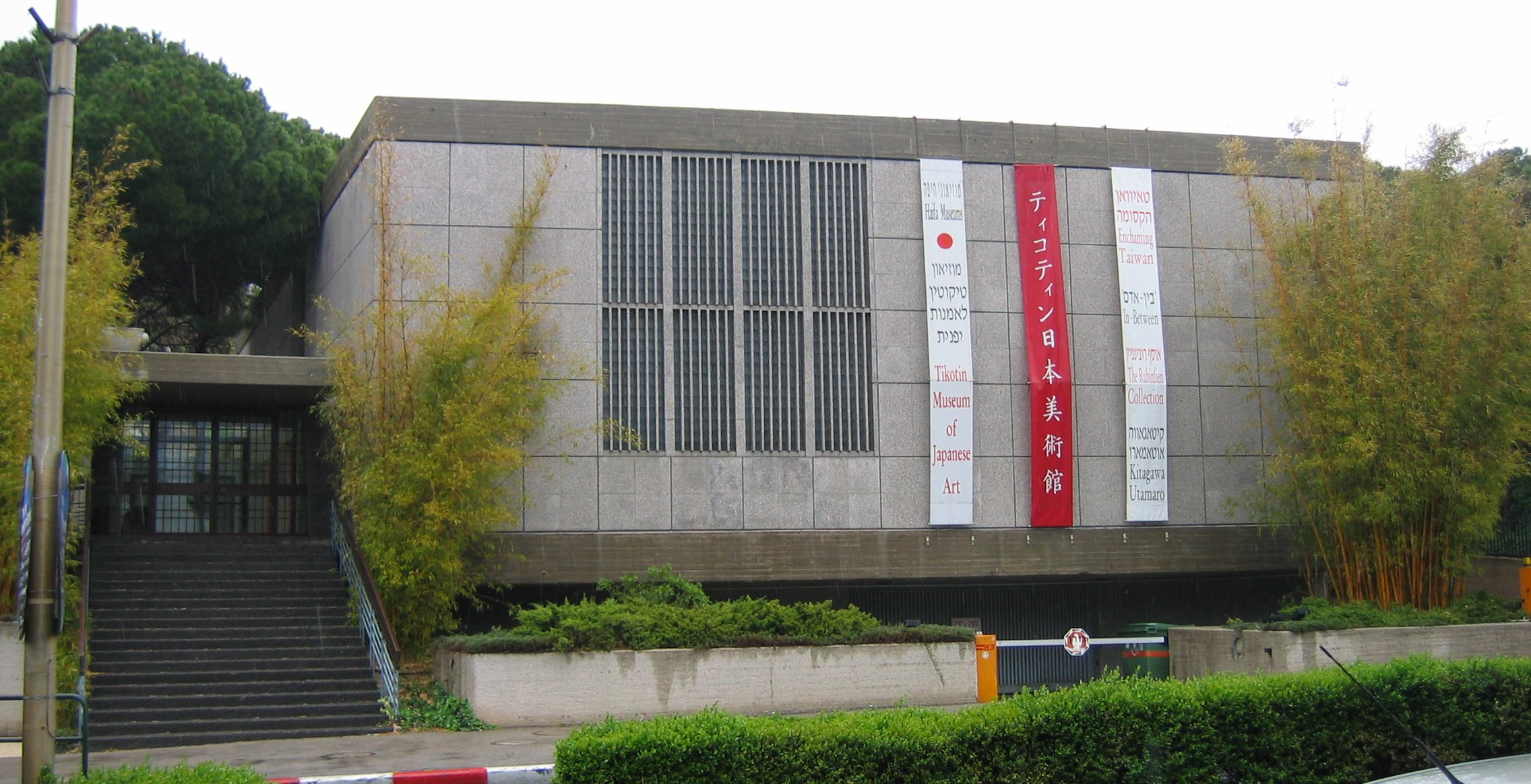
Музей японського мистецтва Тікотина в Хайфі

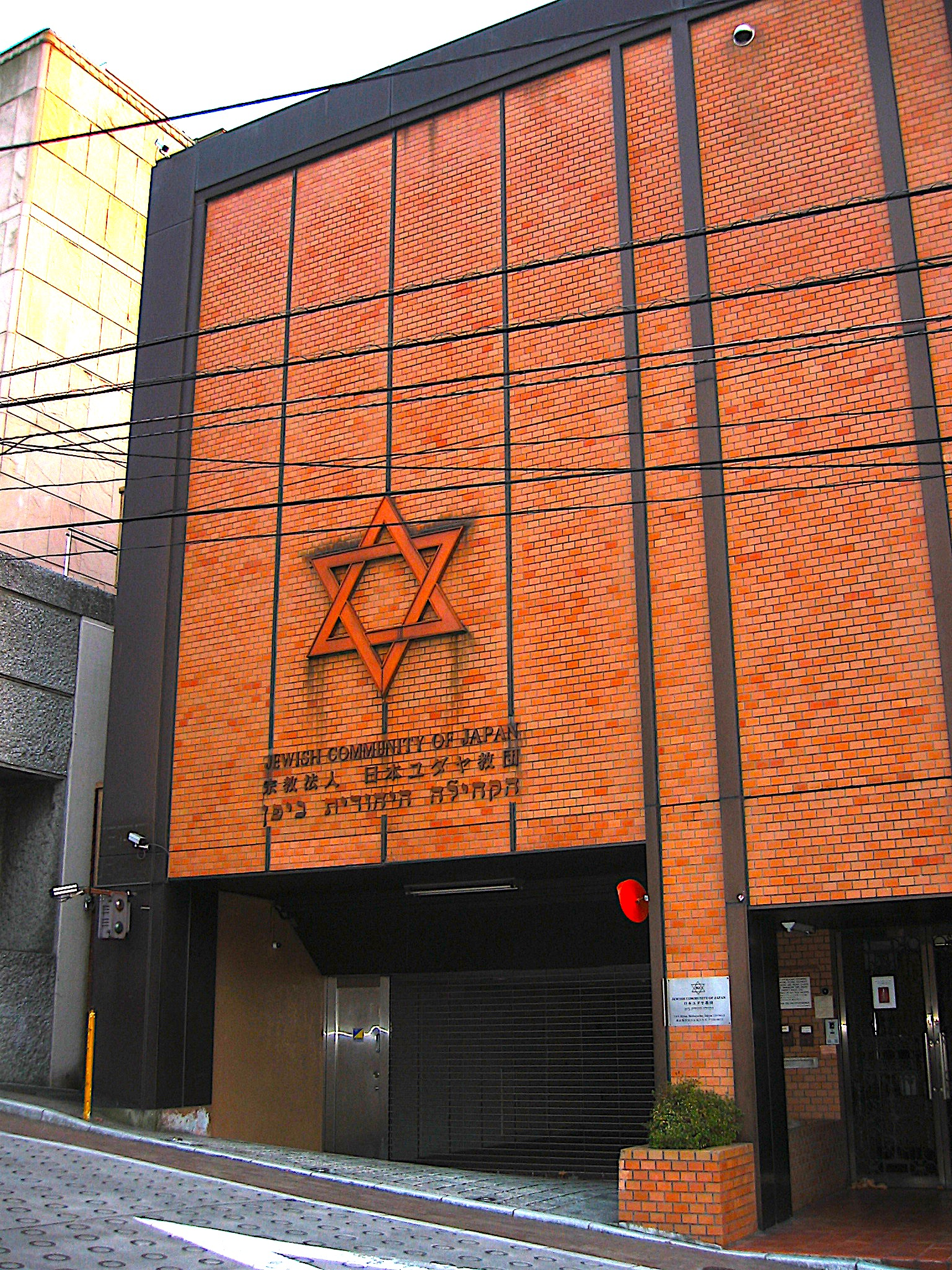
Єврейська община в Токіо

## Політика
У 1993 році обидві країни підписали «Конвенцію між Японією та Державою Ізраїль про уникнення подвійного оподаткування та запобігання ухилення від сплати податків щодо податків на доходи». У 2000 році країни підписали «Угоду між урядом Японії та урядом Держави Ізраїль про повітряне сполучення». Станом на жовтень 1999 року в Ізраїлі проживало 708 японців, а в Японії проживало 604 ізраїльтянини.
У липні 2006 року Японія оголосила про план мирного врегулювання Ізраїльсько-Палестинського конфлікту під назвою «Коридор для миру та процвітання». План передбачав основу на загальному економічному та соціальному розвитку ізраїльтян та палестинців, а не на постійній війні за територію. У липні 2008 року влада Японії знову почала просувати цей план, паралельно закликавши Ізраїль та Палестину до діалогу.
В кінці жовтня 2017 року ізраїльський міністр транспорту та розвідки Ісраель Кац відвідав з офіційним візитом Японію. Кац зустрівся з головою МЗС Японії Таро Коно, спецпредставниками Японії на Близькому Сході та своїми колегами — керівниками японських спецслужб та міністерства транспорту. Під час візиту Кац обговорив з японською стороною північнокорейську загрозу та транспортну ініціативу на Близькому Сході.
1 травня 2018 року Ізраїль з офіційним візитом відвідав голова Кабінету міністрів Японії Абе Сіндзо з дружиною та делегацією японських політиків та бізнесменів. Для Абе це був другий візит в єврейську державу (перший відбувся у 2015 році).
У січні 2019 року в Ізраїль прибула делегація на чолі з міністром економіки Японії Хіросиге Секо.

## Економіка
До 1990-х років Японія погоджувалась з бойкотом Ізраїлю арабськими країнами, через що економічні зв'язки країн були обмежені.
Ізраїль експортує в Японію здебільшого поліровані алмази, хімію, машинне обладнання, електроніку та цитрусові фрукти. Японія здебільшого експортує в Ізраїль автомобілі, машинне обладнання, електроніку та хімію.
У січні 2019 року Ізраїль відвідала делегація зі 150 великих бізнесменів, серед яких були представники таких великих компаній як «Mitsubishi», «Toshiba» та «Hitachi».
У 2019 році рівень японських інвестицій в економіку Ізраїлю виріс на 100 млн доларів (в порівнянні з 2018 роком) і становив $815 млн за весь рік. Загальна кількість угод між країнами становила 53 (на 25 більше ніж у 2018 році). Загалом у період з 1999 по 2019 рік японці інвестували в ізраїльську економіку $7,2 млрд, причому більшу частину цієї суми було інвестовано в останні роки.
У 2020 році Японія посіла 3-тє місце в списку найбільших ринків збуту ізраїльських товарів в Азії, на загальну суму ₪3,2 млрд.

## Академічні зв'язки
Університети обох країн намагаються тісно співпрацювати. У травні 2012 року в Єврейському університеті відбувся симпозіум присвячений 60-річчю встановлення дипломатичних відносин між країнами. У тому ж році була заснована Ізраїльська Асоціація японознавства.